# Federazione degli Artisti Indipendenti Italiani
La Federazione degli Artisti Indipendenti Italiani (affiliata e ispirata alla “Société des artistes indépendants” di Parigi, fondata nel 1884 da Paul Signac), fu fondata nel 1945 dai pittori: Natalia Mola (del gruppo Romano), Anselmo Bucci (del gruppo Mantovano), Aldo Carpi, Antonio Arosio, Giuseppe Arcangioli (detto ArPino) e Vittorio Monese. 
Il gruppo principale con sede a Milano si chiamava “Società artistica degli Indipendenti”, e aveva come principio “l'indipendenza assoluta dell'artista e quindi della sua opera” (secondo la dichiarazione di Natalia Mola). Aveva altre sezioni anche a Mantova, Roma, Napoli, Johannesburg e teneva rapporti con la  “Société des Artistes Indépendants” di Parigi, che agli inizi del Novecento ebbe come principali esponenti (del neoimpressionismo-puntinismo)  Paul Signac, morto nel 1935, Georges Seurat e Leon Valtat, e che permise ad Anselmo Bucci di fare amicizia con Amedeo Modigliani e di esporre le sue opere nel 1911 e nel 1913 al Salon des Indépendants. 
Nel 1955 gli Artisti Indipendenti italiani (tra cui Giuseppe Arcangioli, Antonio Arosio, Rita Benvenuti, Aldo Carpi, Gaetano De Nittis, Alessandro Di Ceglie, Natalia Mola e Riccardo Vianello) furono invitati dalla “Société des Artistes Indépendants” alla 66ª Exposition, che fu una grande Mostra collettiva internazionale, nel Grand Palais des Champs-Elysées di Parigi: nella stessa mostra furono esposte anche opere come onorificenza postuma di Paul Signac, Georges Seurat, Leon Valtat, Henri Matisse e di alcuni impressionisti Paul Gauguin, Camille Pissarro, Albert Andrè, Albert Dubois-Pillet, tutti membri onorari della “Société des Artistes Indépendants”. Tutte le opere furono presentate nel “Catalogue del 1955”, redatto da George Besson, dal presidente della “Sociètè” Armand Nakache e dal segretario, lo scultore Andrè Del Debbio.   
La “Società artistica degli Indipendenti” di Milano si riuniva al Caffè Grand'Italia in Galleria Vittorio Emanuele e allestì importanti mostre collettive al Castello Sforzesco, al Palazzo Reale, all'Arengario. 

Istituì nel 1956 il premio di pittura “la Tavolozza d'oro” che continuò fino agli anni 1962 e 1963 (con giuria prestigiosa formata dai critici Enotrio Mastrolonardo e Mario Portalupi) al Ristorante di Via Bagutta, dove organizzava serate culturali presiedute da Carlo Veneziani, Anselmo Bucci, Spartaco Balestrieri, Dino Bonari, Aldo Carpi, Beonio Brocchieri, Cerise, Polesello, Vittorio Monese con la partecipazione di importanti pittori tedeschi Thèo Kerg, francesi, spagnoli.
Il logo degli Artisti Indipendenti di Milano fu inventato da Giuseppe Arcangioli che fu eletto segretario-cassiere del gruppo di Milano nel 1949 fino al 1956  e divenne anche il redattore-capo del “Notiziario”, diffuso tra artisti, letterati, editori ed espositori.
L'Associazione di Roma organizzò grazie a Natalia Mola il premio Margutta; mentre la Famiglia Artisti Indipendenti Mantovani (F.A.I.M.), di cui Anselmo Bucci  fu segretario e fondatore con Gino Morselli ed Enrico Baldassarri, organizzò dal 1951 al 1961 varie edizioni della prestigiosa "Mostra delle Arti Figurative" presso la Casa del Mantegna a Mantova.